# Mrzlica (hrib)
Mrzlica (1122 m) vrh v osrednjem severnem delu Posavskega hribovja med Čemšeniško planino in dolino Savinje, ter Celjsko kotlino in Zasavjem. Na severozahodu pod vrhom je planinski dom. Na Mrzlici so prvo kočo postavili 1899, sedanji »Planinski dom na Mrzlici« pa je bil zgrajen 1963. Na bližnji Štorovi ravni stoji »Poldetova koča«, ob kateri je spominsko znamenje planincem narodnim buditeljem. 
Severna pobočja so večinoma porasla z bukvijo. Na južnih in zahodnih pobočjih so krčevine s travniki in pašniki, ki segajo vse do vrha planine in so ostanki nekdanjih (pašnih) planin. Pobočja so naseljena s samotnimi kmetijami (do 900 m) ali redkejšimi zasleki (Podmrzlica, Pongrac, Kal).

## Geološka zgradba
Površje planine gradita triasni apnenec in dolomit, nižji deli so iz paleozoiskih skrilavcev, peščenjakov in konglomeratov, strma severna pobočja pa tudi iz jurskega apnenca, skrilavcev in laporjev.

## Dostopi
Na Mrzlico vodi več planinskih poti:
- peš pot iz Prebolda (3 ure)
- peš iz Matk (1 ura 30 minut)
- peš pot iz Šempetra v Savinjski dolini (3 ure)
- peš pot iz Trbovelj (3 ure)
- peš pot iz Zabukovice (3 ure)

## Krajinski park
Leta 1996 so območje veliko 140 ha razglasili za krajinski park Mrzlica.